# Bibliothèque Gennadeion
La bibliothèque Gennadeion (en grec moderne : Γεννάδειος Βιβλιοθήκη) est l'une des plus importantes bibliothèques de Grèce, avec plus de 145 000 volumes sur l'histoire, la littérature et l'art grecs de l'Antiquité jusqu'à l'époque moderne. La bibliothèque est située au 54 rue Souidías, sur les pentes du Lycabette, dans le centre d'Athènes.
Elle est l'une des deux bibliothèques qui appartiennent à l'École américaine d'études classiques à Athènes. Elle est baptisée en référence à l'homme de lettres Geórgios Gennádios (en).

## Histoire
Son principal fondateur est le diplomate grec Ioánnis Gennádios (el) (1844-1932), qui a initialement fait don d'une partie de sa collection à la nouvelle Bibliothèque nationale de Grèce. De retour à Athènes, quelques années plus tard, il découvre avec effroi qu'il n'y a aucune référence aux objets dont il a fait don, et il décide donc de trouver un meilleur endroit pour abriter sa collection. Lors de sa participation au traité naval de Washington, des universitaires américains manifestent leur intérêt pour la création d'un centre destiné à cet effet, en Grèce.
Un bâtiment néoclassique spécial est construit, avec le soutien financier de la Carnegie Corporation de New York (en), pour abriter les 26 000 volumes donnés par Gennádios. Le bâtiment est conçu par la firme new-yorkaise Van Pelt and Thompson, dans le style d'un temple classique avec des jardins. La bibliothèque ouvre ses portes le 23 avril 1926 et est nommée en l'honneur du père de Ioánnis, Geórgios Gennádios (en) (1786-1854).  
Depuis 1999, la bibliothèque est agrandie et modernisée avec la climatisation, un nouvel auditorium et une aile est. Ceux-ci sont inaugurés en 2005 avec de nouveaux bureaux et des zones de stockage pour les archives du Gennadeion et le reste de la collection. Ces travaux sont en grande partie financés par des collectes de fonds en Amérique, avec Lloyd Cotsen comme principal bienfaiteur. Une partie de la collection originale de Gennadeion est numérisée et mise en ligne, y compris ses collimages et ses éphémères. 

## Source de la traduction
- (en) Cet article est partiellement ou en totalité issu de l’article de Wikipédia en anglais intitulé « Gennadius Library » (voir la liste des auteurs).